# Gedenkstätte Berlin-Hohenschönhausen
Die Gedenkstätte Berlin-Hohenschönhausen ist eine Stiftung öffentlichen Rechts zur Auseinandersetzung mit den Formen und Folgen politischer Verfolgung und Unterdrückung in der kommunistischen Diktatur. Sie befindet sich auf dem Gelände der ehemaligen zentralen Untersuchungshaftanstalt des Ministeriums für Staatssicherheit der DDR in Berlin-Alt-Hohenschönhausen im Bezirk Lichtenberg.  Dort wurden vor allem politische Gefangene, darunter fast alle bekannten DDR-Oppositionellen, inhaftiert und physisch und psychisch gefoltert.  Die Gedenkstätte ist Mitglied der Platform of European Memory and Conscience.

## Aufgabe
Die Aufgabe der Gedenkstätte Berlin-Hohenschönhausen ist im Gesetz über die Errichtung der Stiftung „Gedenkstätte Berlin-Hohenschönhausen“ festgelegt. Demnach soll die Gedenkstätte die Geschichte der Haftanstalt Hohenschönhausen in den Jahren 1945 bis 1989 erforschen und darüber durch Ausstellungen, Veranstaltungen und Publikationen informieren, um zur Auseinandersetzung mit den Formen und Folgen politischer Verfolgung und Unterdrückung in der kommunistischen Diktatur anzuregen. Am Beispiel des Gefängnisses in Hohenschönhausen soll über die politische Justiz in der DDR informiert werden.

## Geschichte

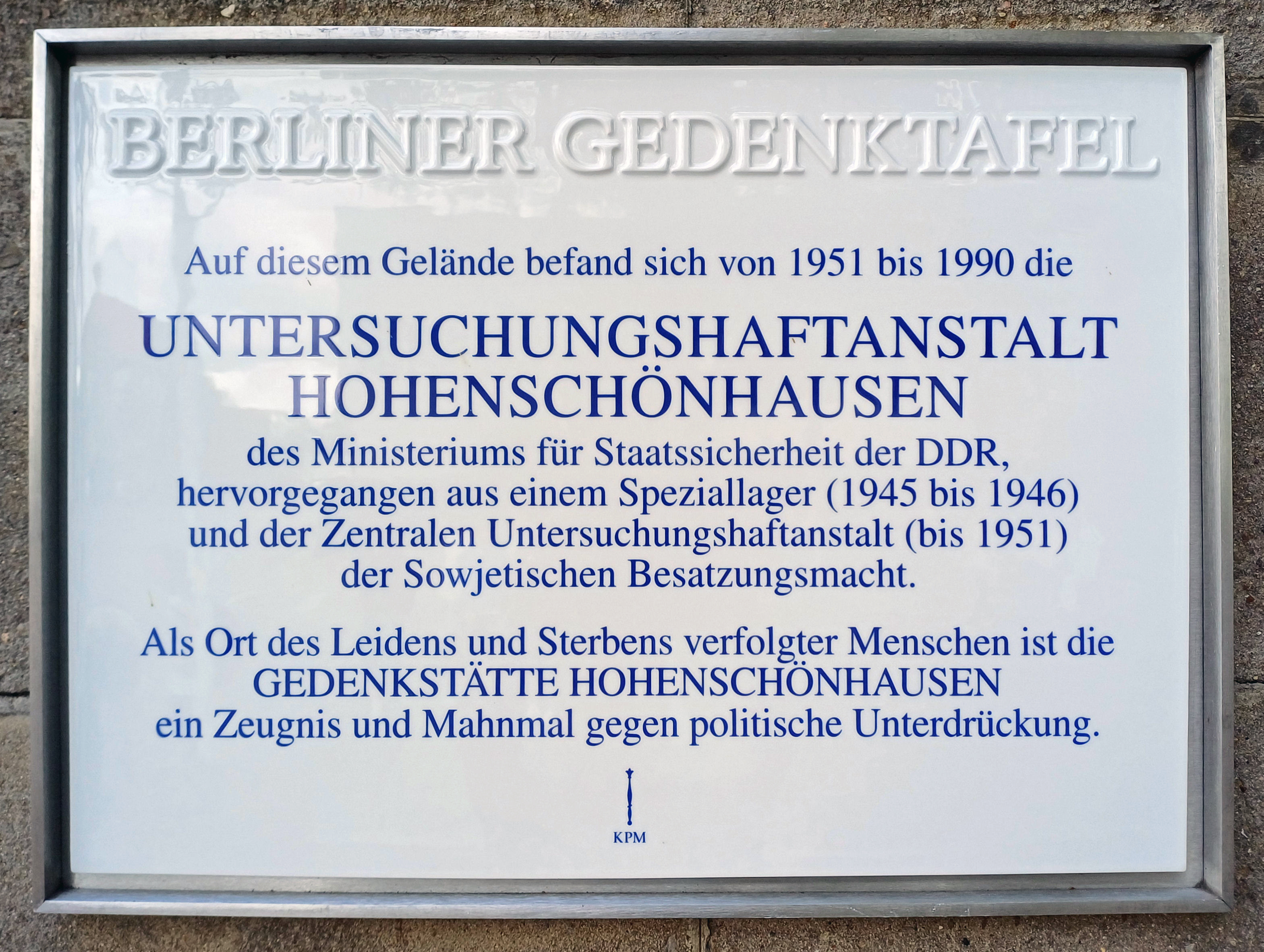
Berliner Gedenktafel, Genslerstraße 66, in Berlin-Alt-Hohenschönhausen

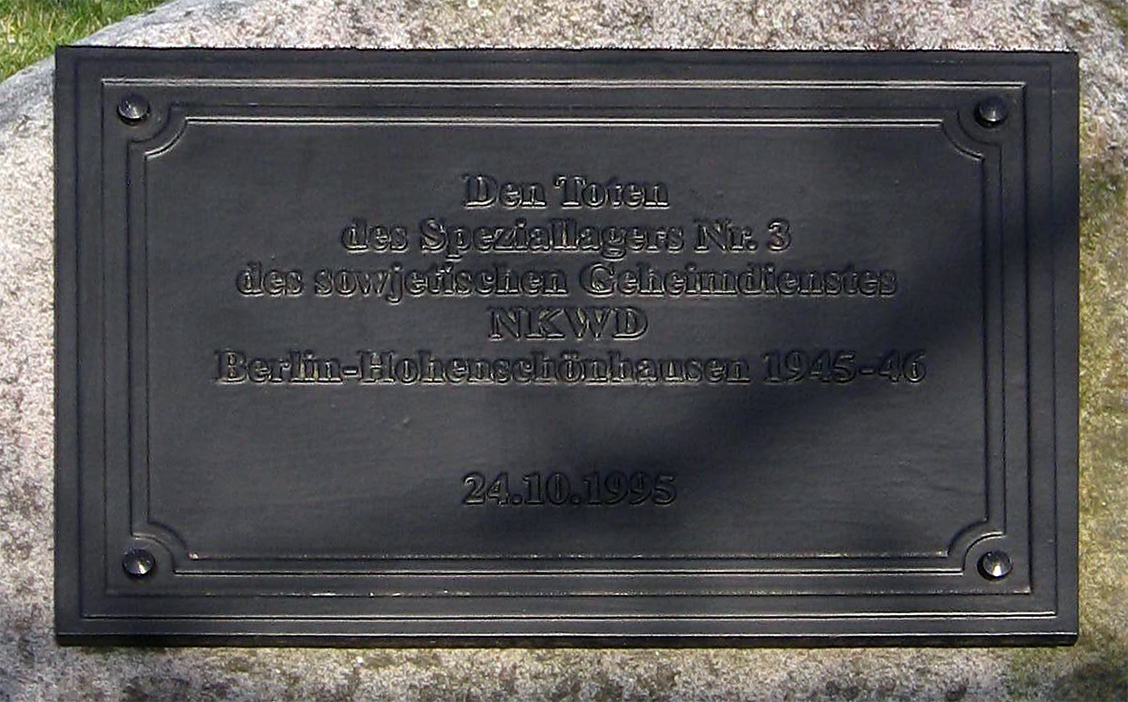
Gedenkstein für die Opfer des Speziallagers Nr. 3

Eine 1945 in einem Sperrgebiet des sowjetischen NKWD eingerichtete Haftstätte wurde 1946 zur zentralen Untersuchungshaftanstalt der sowjetischen Geheimpolizei in Deutschland. Die Besatzungsmacht übergab 1951 das Sperrgebiet an die DDR, dessen Ministerium für Staatssicherheit dort bis 1989 sein „zentrales Untersuchungsgefängnis“ betrieb.
Auf damaligen Stadtplänen war die Haftanstalt nicht verzeichnet. Während der friedlichen Revolution in der DDR übernahm im Januar 1990 das Ministerium des Innern das Untersuchungsgefängnis. Es wurde Ende November 1990 im Zuge der Wiedervereinigung Deutschlands geschlossen. Im Jahr 1992 kamen die Gefängnisgebäude unter Denkmalschutz. Die Gedenkstätte nahm 1994 auf dem Gefängnisgelände ihren Betrieb auf.

### Industriegelände
Das Gelände der späteren Haftanstalt Hohenschönhausen gehörte bis 1938 dem Maschinenfabrikanten Richard Heike. Die Nationalsozialistische Volkswohlfahrt errichtete auf dem Grundstück einen zweistöckigen Backsteinbau, der eine Großküche beherbergte. In der Nähe der Großküche befand sich während des Zweiten Weltkriegs ein Barackenlager für Kriegsgefangene und Zwangsarbeiter.

### Speziallager Nr. 3
Im Mai 1945 richtete das sowjetische NKWD auf dem Gelände der Großküche ein Speziallager ein, die Nr. 3 von zehn Lagern in der Sowjetischen Besatzungszone.
In diesem Lager waren bei einer Durchschnittsbelegung von 1800 Häftlingen (Höchstbelegung: 4000 bis 5000) insgesamt etwa 20.000 politische Häftlinge und andere für die Sowjetunion verdächtige Menschen inhaftiert und wurden von hier auf die anderen Speziallager verteilt. Inhaftiert waren sogenannte „feindliche Elemente“, unter ihnen ehemalige aktive Mitglieder der NSDAP oder Gestapo, als Spione oder Terroristen Verdächtigte, Betreiber von illegalen Funkstationen oder Druckereien, Zeitungs- und Zeitschriftenredakteure und Autoren, die anti-sowjetische Schriften veröffentlicht hatten, sowie Jugendliche unter „Werwolf“-Verdacht. Neben Deutschen gehörten ehemalige mittel- und osteuropäische Zwangsarbeiter (wie Russen, Polen, Ukrainer, Esten, Letten, Tschechen) zu den Gefangenen. Das Speziallager Nr. 3 wurde im Oktober 1946 aufgelöst. Die Häftlinge wurden in die Speziallager Sachsenhausen oder Buchenwald verlegt.
Von den 20.000 Inhaftierten des Speziallagers Nr. 3 und eines benachbarten sowjetischen Haftarbeitslagers starben schätzungsweise 1000 Menschen. Die Toten wurden in Bombentrichtern und Karbidschlammgruben verscharrt. In der Umgebung der Gedenkstätte wurden nach 1990 259 Tote exhumiert und auf dem Friedhof Hohenschönhausen an der Gärtnerstraße beigesetzt, woran dort der Denkort Hohenschönhausen erinnert. In der Genslerstraße befand sich die zentrale Verwaltung aller zehn sowjetischen Speziallager der SMAD in der sowjetischen Besatzungszone.

### Zentrale Untersuchungshaftanstalt der sowjetischen Geheimpolizei (1946–1951), das „U-Boot“

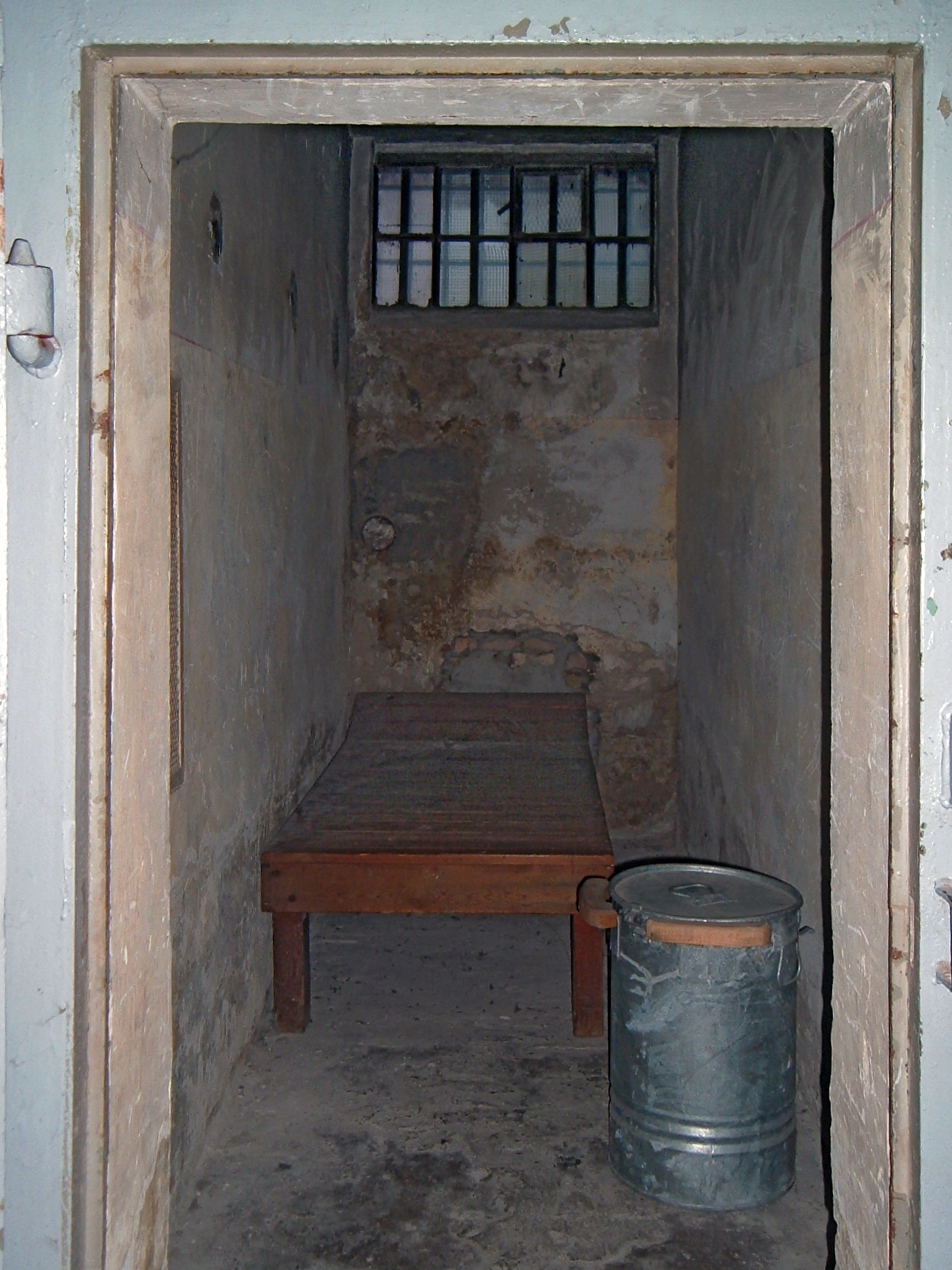
Zelle

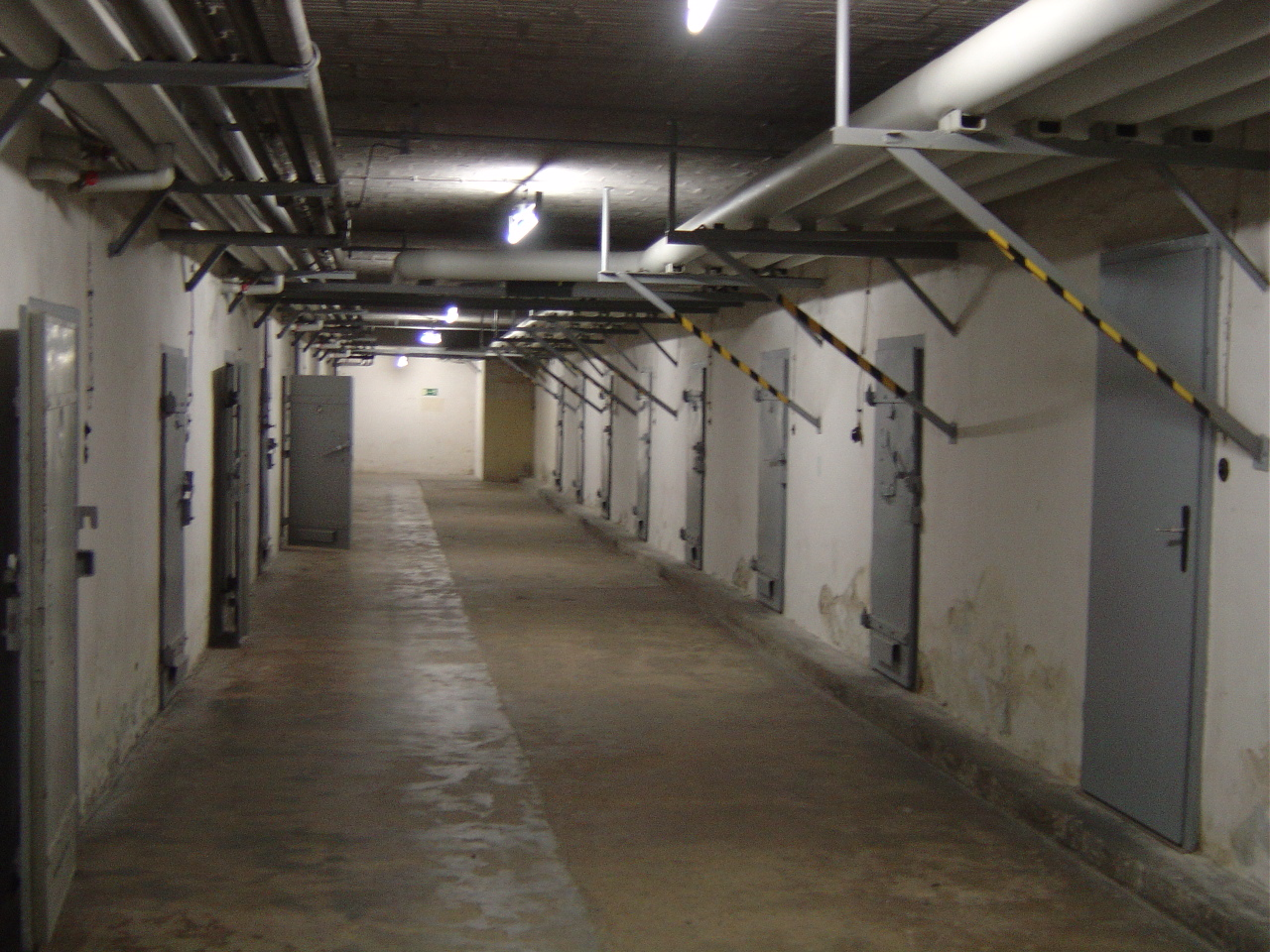
Korridor im „U-Boot“

Im unterirdischen Lager- und Kühlraum der ehemaligen Großküche mussten Gefangene im Winter 1946/47 ein Zellengefängnis errichten. Es wurden 68 fensterlose Zellen geschaffen. Die feuchten und zum Teil unbeheizbaren Zellen waren nur mit einer Holzpritsche und einem Kübel für Fäkalien ausgestattet. Die Gefangenen nannten das Gefängnis „U-Boot“, weil niemand hinein- oder hinausschauen konnte, ihre Zellen wie ein U-Boot Tag und Nacht beleuchtet waren, in ihnen ein gleichmäßiges Dauergeräusch ertönte, und sie selbst wussten, dass sie nun für alle Welt unauffindbar waren.
Die größtenteils politischen Häftlinge berichteten von den Verhörmethoden seitens der sowjetischen Geheimpolizei: Die Verhöre fanden in der Regel nachts statt, und die Häftlinge wurden physisch und psychisch gefoltert. Zu den Foltermethoden gehörten neben Prügeln und Auspeitschen mit dem Ledergürtel auch subtilere Methoden wie dauerhafter Schlafentzug, stundenlanges Stehen, tagelanger Arrest in winzigen Isolierzellen oder der mehrtägige Aufenthalt in Kammern mit erhöhter Türschwelle, in denen Gefangene mit kaltem Wasser übergossen wurden, bis sie knöcheltief im Wasser standen.
Zu den Inhaftierten in dieser Zeit zählten neben Nationalsozialisten vor allem Mitglieder der Blockparteien (SPD, LDPD und CDU), aber auch sowjetische Militärangehörige und Kommunisten, denen mangelnde Linientreue zum Vorwurf gemacht wurde. Auch die damals 14-jährige Erika Riemann gehörte zu den Inhaftierten. Sie befand sich von 1945 bis 1954 in sowjetischen und DDR-Haftanstalten, weil sie ein Stalinporträt mit einem Lippenstift bemalt hatte.

### Zentrales Untersuchungsgefängnis der Staatssicherheit, „U-Boot“ (1951–1960) und „Neubau“ (1960–1989)

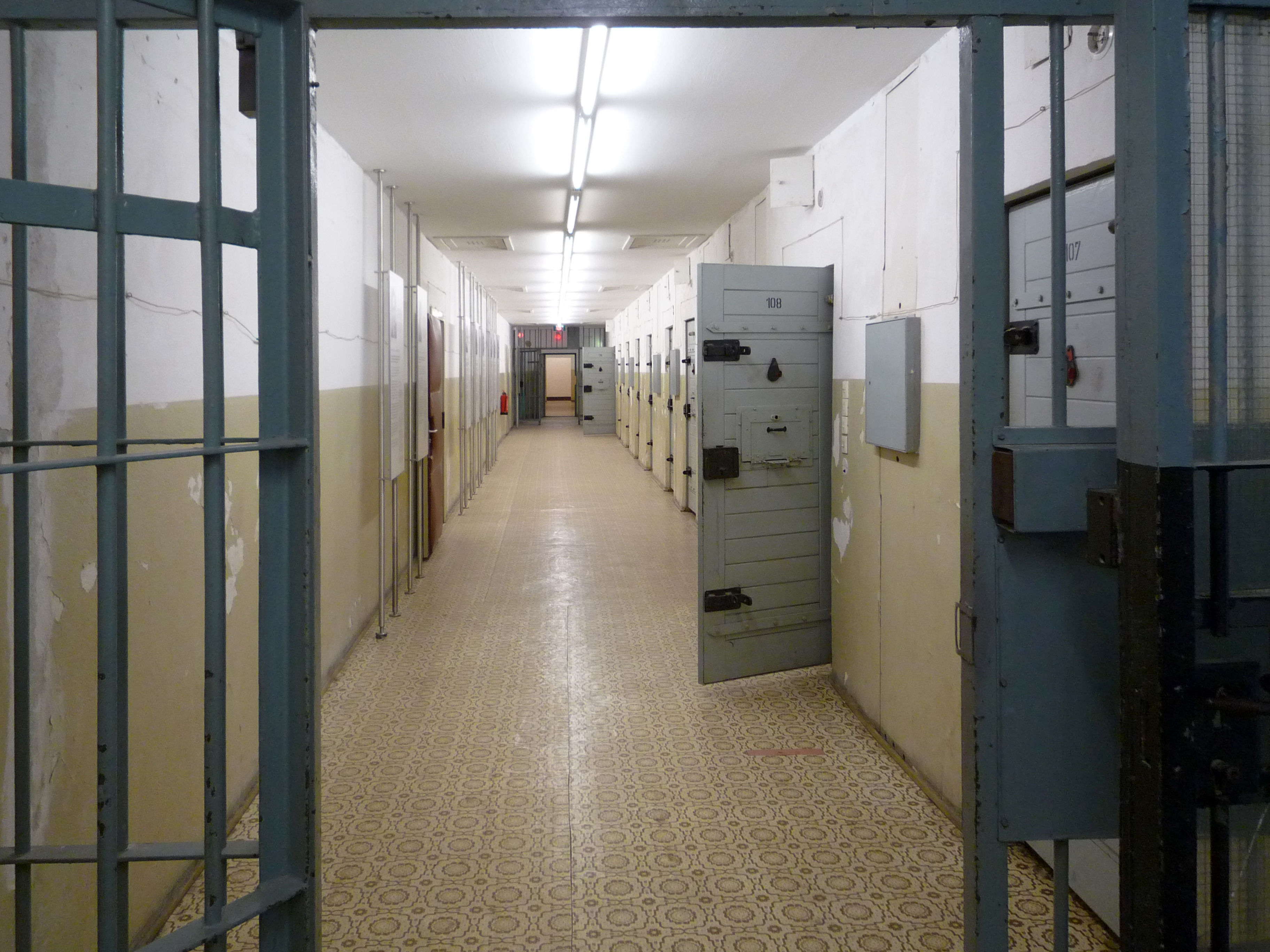
Gang mit Zellen im Neubau der ehemaligen Haftanstalt

Fast 40 Jahre lang war das Untersuchungsgefängnis in Hohenschönhausen zugleich das wichtigste der Staatssicherheit, in dem bis 1989 rund 10.000 Häftlinge ihre oft mehrmonatige Untersuchungshaft verbringen mussten.
Das 1950 gegründete Ministerium für Staatssicherheit (MfS) übernahm im Sommer 1951 das weiterhin als „U-Boot“ bezeichnete Kellergefängnis für die folgenden zehn Jahre als zentrale Untersuchungshaftanstalt. In den späten 1950er Jahren wurde direkt daneben ein neues Gefängnis errichtet. Nach seiner Inbetriebnahme im Jahr 1961 diente das alte Kellergefängnis überwiegend Lagerzwecken.
Zusätzlich existierte in unmittelbarer Nähe der Untersuchungshaftanstalt bis 1974 ein geheimes Haftarbeitslager des MfS für verurteilte Gefangene, das Lager X. Häftlinge dieses Lagers hatten bis 1960 den Gefängnisneubau errichtet. Dieser enthielt über 100 Zellen und 120 Vernehmungszimmer. Die an den Außenseiten liegenden oberirdischen Zellen erhielten vergitterte Glasbausteinfenster. Im danebenliegenden „Zentralen Haftkrankenhaus“ wurden zwischen dem 21. Mai 1959 und dem 7. Dezember 1989 insgesamt 2694 Insassen aus allen Haftanstalten des MfS behandelt. Nach dem letzten Umbau 1972 enthielt es 28 Betten.
Nach dem Mauerbau am 13. August 1961 diente es unter anderem als Haftanstalt für Menschen, die fliehen oder ausreisen wollten, und auch für Kritiker der SED wie Rudolf Bahro, den Schriftsteller Jürgen Fuchs oder die Malerin Bärbel Bohley. Auch nach der unmittelbaren Nachkriegszeit waren dort noch gelegentlich Nazi-Kriegsverbrecher wie Heinz Barth und Josef Blösche inhaftiert.
Als die DDR in den 1950er Jahren um internationale Anerkennung rang und die vielen Folteropfer negative Auswirkungen auf die öffentliche Wahrnehmung hatten, wurde statt direkter körperlicher Folterungen vermehrt psychologische Zermürbung der Häftlinge unter anderem durch Isolationshaft, Ungewissheit und Desorientierung (soziale und sensorische Deprivation) ausgeübt. Ziel war es, den Willen der Insassen ohne nachweisbare körperliche Schädigung zu brechen, daher wurden von der Stasi fortan nur noch weiße Folter angewandt.
An der juristischen Hochschule in Potsdam ausgebildetes Personal wurde geschult, die Persönlichkeit der Gefangenen zu destabilisieren und zu zersetzen. In allen Situationen wurden die Gefangenen schikaniert, zum Beispiel durch regelmäßiges Wecken in der Nacht (alle drei Minuten) oder durch Wechsel der Zimmertemperatur.
Jürgen Fuchs beschreibt in Protokollen vom Haftalltag in Hohenschönhausen die wechselnde Verhörstrategie und Erniedrigungsversuche. Sein Zellenpartner führte Verhör und Folter zu jeder Zeit fort. Fuchs wurde während seiner Haftzeit ein Besuch von seiner Frau gestattet. Nach dem Treffen sagte ihm ein Wärter: „Der erste Sprecher und ohne Tränen. Gratuliere. […] Vielleicht hätten wir doch anordnen sollen, dass Ihr Kind mitkommt.“

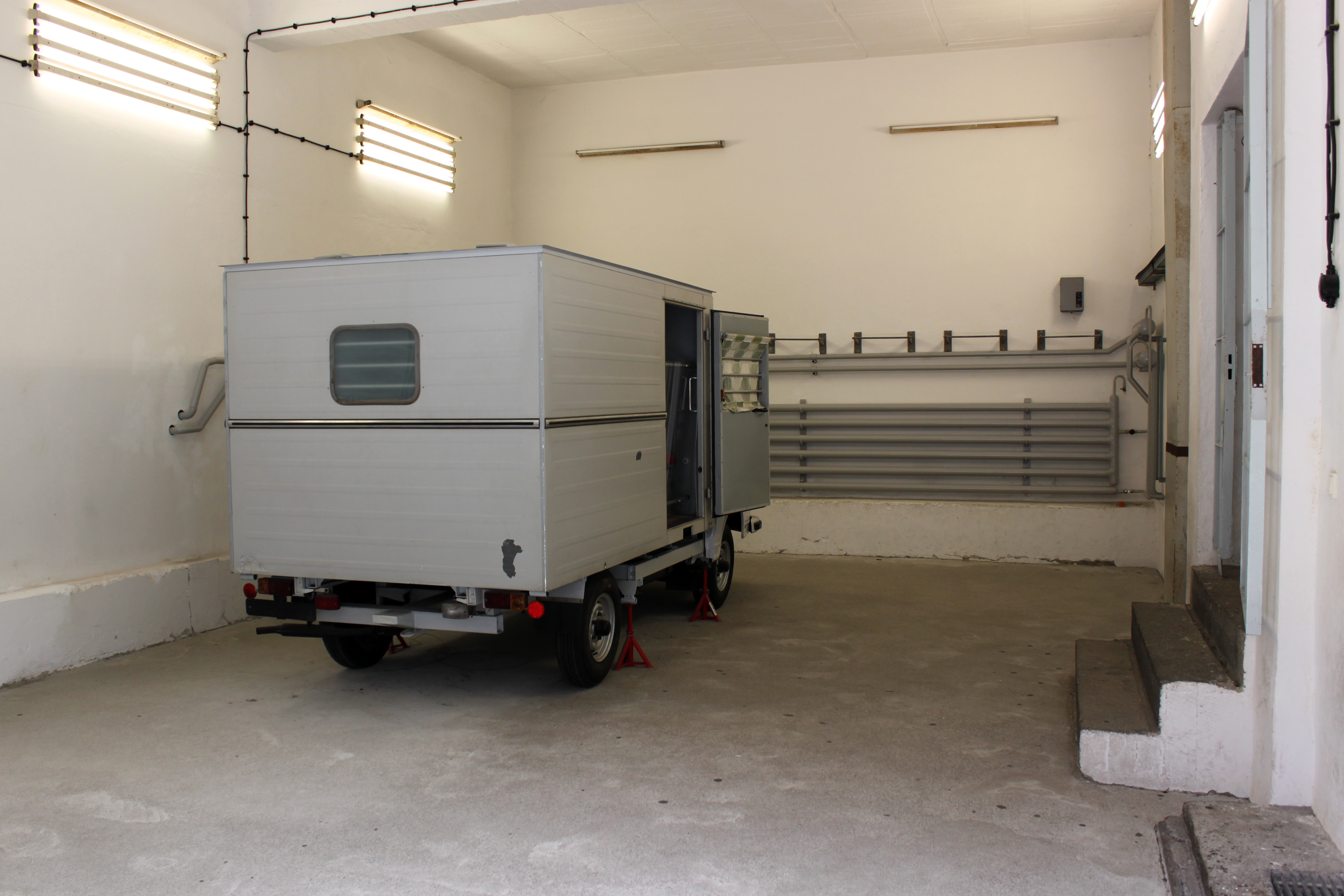
Zwecks Standortverschleierung erreichten Häftlinge den Zellentrakt nur mit fensterlosen Häftlingstransportern über die ebenfalls fensterlose Garage.

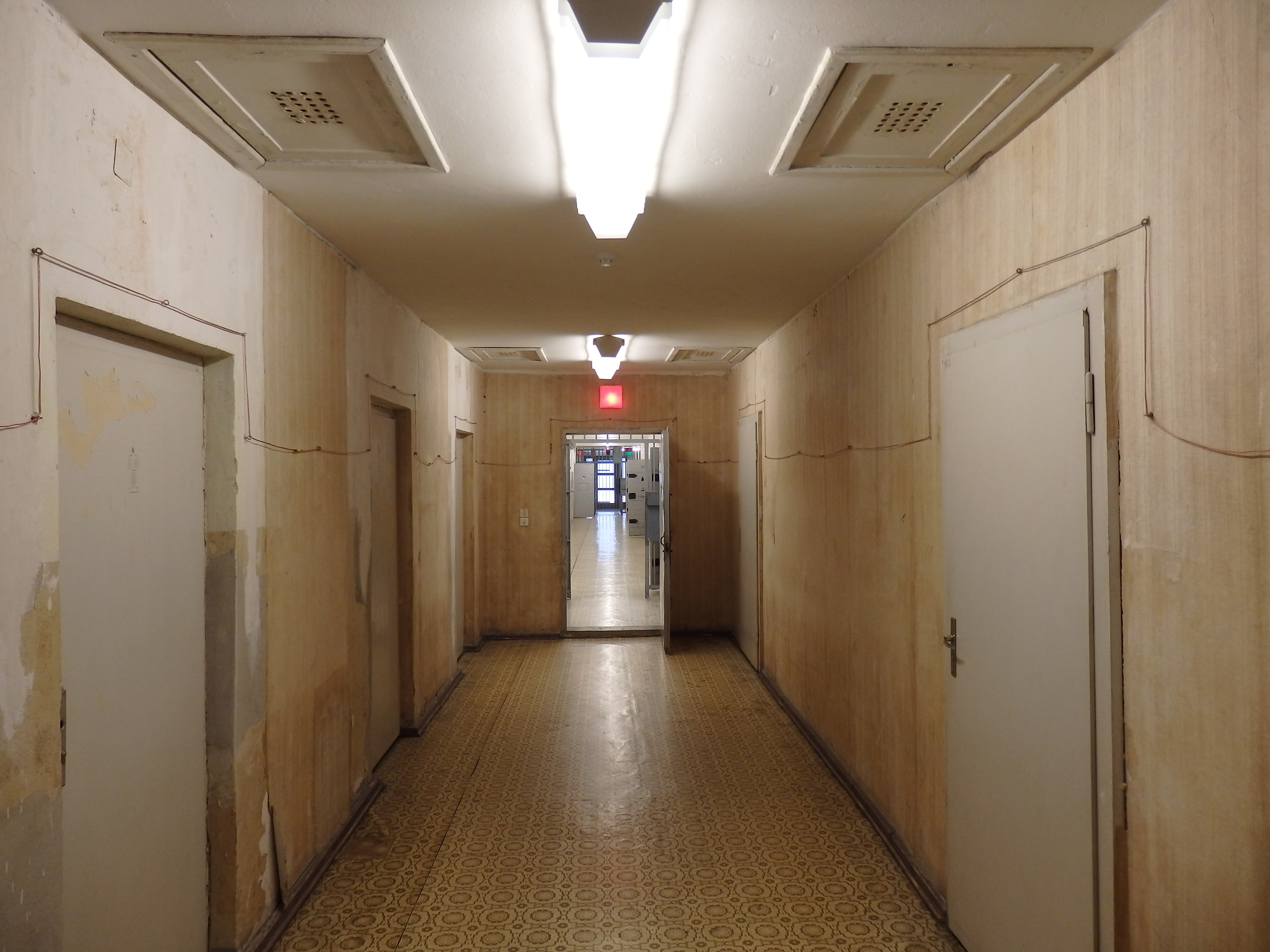
An den Flurwänden ein Alarmsystem aus Überputzleitungen, im Hintergrund Flurampeln zur Isolation der Gefangenen außerhalb ihrer Zelle

Schon während der Verhöre und der erkennungsdienstlichen Behandlung wurden die Häftlinge psychisch unter Druck gesetzt. Sie mussten stundenlang auf den ihnen zugewiesenen Plätzen verharren, wurden in dieser Zeit nicht beachtet und wussten nicht, was weiterhin geschehen sollte, mussten sich aber fingierte Telefonate mit falschem Inhalt anhören, in denen zum Beispiel suggeriert wurde, dass einem Angehörigen ein schlimmes Schicksal zugestoßen sei.
In der Regel wussten die Gefangenen während ihrer Inhaftierung nicht, dass sie sich in Berlin befanden: die fensterlosen Häftlingstransporter mussten sie in der fensterlosen Garage des Zellentraktes verlassen. Alle Zellenfenster bestanden aus vergitterten Glasbausteinen, vor jeder Vernehmung wurden im Verhörraum die Gardinen geschlossen. Ampelähnliche Vorrichtungen in allen Fluren verhinderten, dass sich jemals zwei Gefangene außerhalb ihrer Einzelzelle zufällig begegneten. So war es möglich, mehrere der gemeinsamen Tat Verdächtige oder ganze Familien in demselben Gebäude unterzubringen und direkt nacheinander zu verhören, ohne dass ein Gefangener von der Anwesenheit der anderen wusste.
Das MfS hatte auf dem Gelände weitere Diensteinheiten wie die Hauptabteilung IX/11, den Operativ-Technischen Sektor (z. B. Fälscherwerkstätten) und das Archiv der vom MfS verwalteten Akten aus der NS-Zeit. Alle MfS-Gefängnisse der DDR wurden von diesem Ort aus zentral verwaltet.
Die gesamte Umgebung des Gefängnisses war zu DDR-Zeiten Sperrgebiet und in Stadtplänen verschleiert dargestellt. Das Gefängnis lag mitten in einem Wohngebiet; um die Geheimhaltung trotzdem zu gewährleisten, wohnten hier ausschließlich systemtreue Personen, in der Regel Stasi-Offiziere. Bei letzteren ist die Gedenkstätte besonders verhasst, da Besucher der Anlage von ehemaligen Häftlingen durch das Gelände geführt werden, und die Taten als Betroffene besonders glaubwürdig schildern können. Ehemalige DDR-Funktionäre und Stasi-Angehörige haben daher eigene Organisationen wie die GBM und die GRH gegründet, die gegen die Aufarbeitung der DDR-Geschichte seitens der Gedenkstätte agitieren.

## Friedliche Revolution
Mit der Wende und friedlichen Revolution in der DDR wurde am 17. November 1989 das Ministerium für Staatssicherheit von der reformkommunistischen Regierung Modrow in das Amt für Nationale Sicherheit (AfNS) umgewandelt. Im Oktober 1989 amnestierte der Staatsrat der DDR alle Personen, die sich aus politischen Gründen in Haft befanden. Am 14. Dezember beschloss der Ministerrat auf Druck der demokratischen Bürgerbewegung, besonders des Zentralen Runden Tisches, die Auflösung des AfNS und damit aller seiner Untersuchungsgefängnisse. Die Gefängnisabteilungen gingen in die Verwaltung des Ministerium des Innern über. Am 2. Februar 1990 wurden acht bereits verhaftete hohe SED- und Staatsfunktionäre in die Haftanstalt verlegt. Bei der Wiedervereinigung Berlins am 2. Oktober 1990 übernahm die Berliner Senatsverwaltung für Justiz das Gefängnis und überführte 26 Untersuchungshäftlinge, darunter Erich Mielke und Harry Tisch, in ehemals West-Berliner Untersuchungshaftanstalten. Am 30. November 1990 endete der Haftbetrieb in Hohenschönhausen. Die Justizsenatorin im Senat Momper, Jutta Limbach, beabsichtigte, das Gefängnis zu sanieren und für den leichten und offenen Strafvollzug zu nutzen. Genauere Pläne, zu denen nun auch ein Mahnmal mit Dokumentationszentrum gehören sollte, gab sie am 31. Mai 1991 als Justizsenatorin im Senat Diepgen III anlässlich des ersten Pressetermins vor Ort bekannt. Am 2. Oktober beschloss der Senat, das ehemalige Gefängnis zukünftig nicht als Vollzugsanstalt zu nutzen, sondern ausschließlich als Gedenkstätte.

## Geschichte der Gedenkstätte

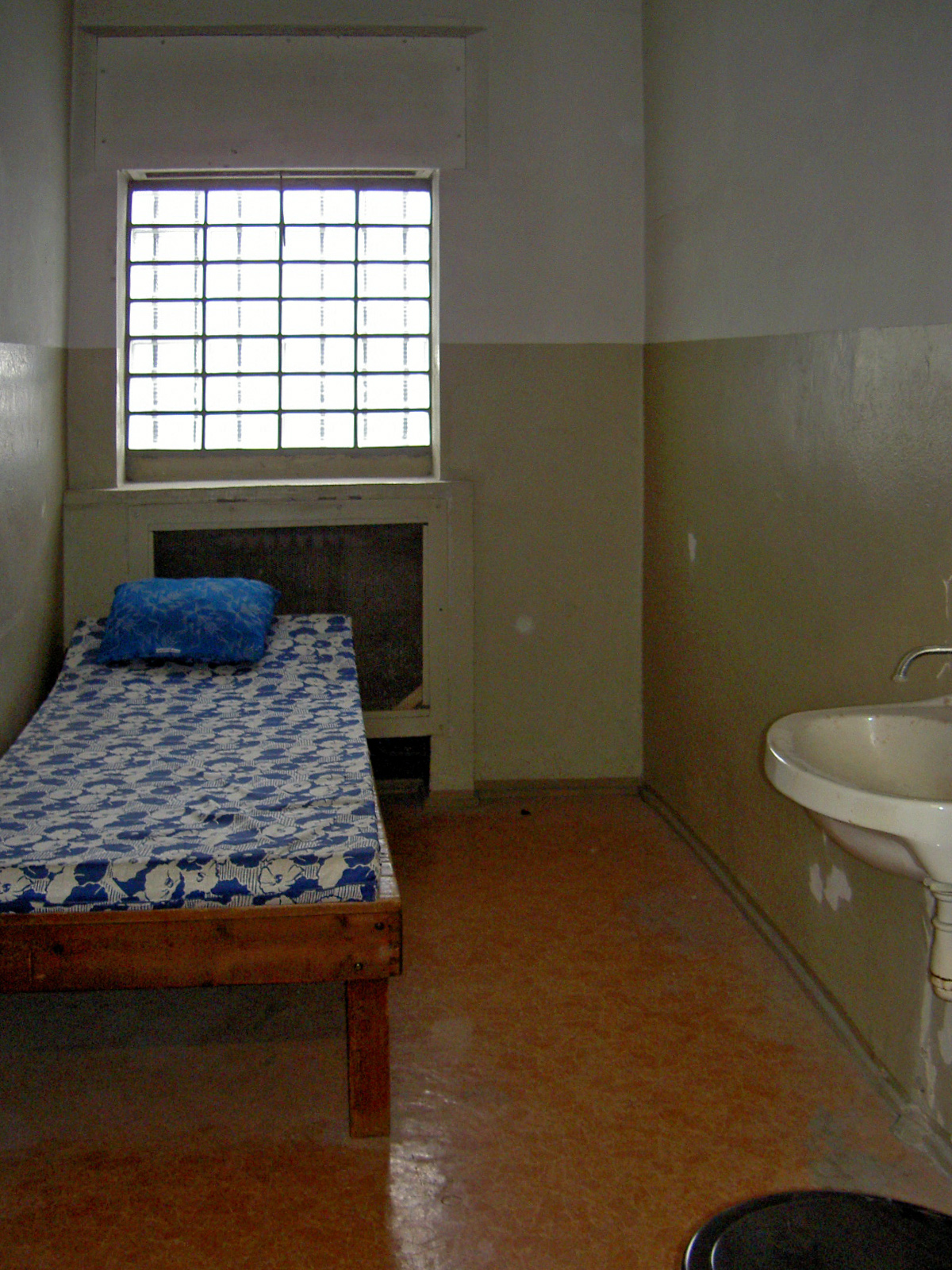
Einzelzelle im Neubau

Nach der Friedlichen Revolution waren die Gebäude und Einrichtungen weitgehend im Originalzustand geblieben. Hergerichtet auf Initiative des Arbeitskreises ehemaliger politischer Häftlinge bei der SPD unter Hans-Joachim Helwig-Wilson konnte das Gefängnisgelände 1993 am 40. Jahrestag des Aufstands vom 17. Juni 1953 erstmals vom Publikum besichtigt werden. Der öffentliche Führungsbetrieb durch ehemalige politische Häftlinge begann im Juli 1994. Die Gründung der Gedenkstätte als Stiftung in Gründung erfolge am 1. Dezember 1995, wobei die Grundstücke und Gebäude dem Land Berlin gehören und die Finanzierung der Bund und das Land Berlin gemeinsam tragen. Leiterin war Gabriele Camphausen. Am 7. Juni 2000 beschloss das Abgeordnetenhaus von Berlin das Gesetz über die Einrichtung der „Stiftung Gedenkstätte Berlin-Hohenschönhausen“. Erster Wissenschaftlicher Direktor der Gedenkstätte war vom 1. Dezember 2000 bis 2018 der Historiker Hubertus Knabe, stellvertretender Direktor war bis 2009 Siegfried Reiprich und von 2010 bis 2018 Helmuth Frauendorfer. In Knabes Amtszeit stiegen die Besucherzahlen von rund 50.000 auf über 450.000 pro Jahr. Im Juni 2019 wurde als neuer Direktor der Historiker Helge Heidemeyer berufen, der sein Amt am 1. September 2019 antrat.

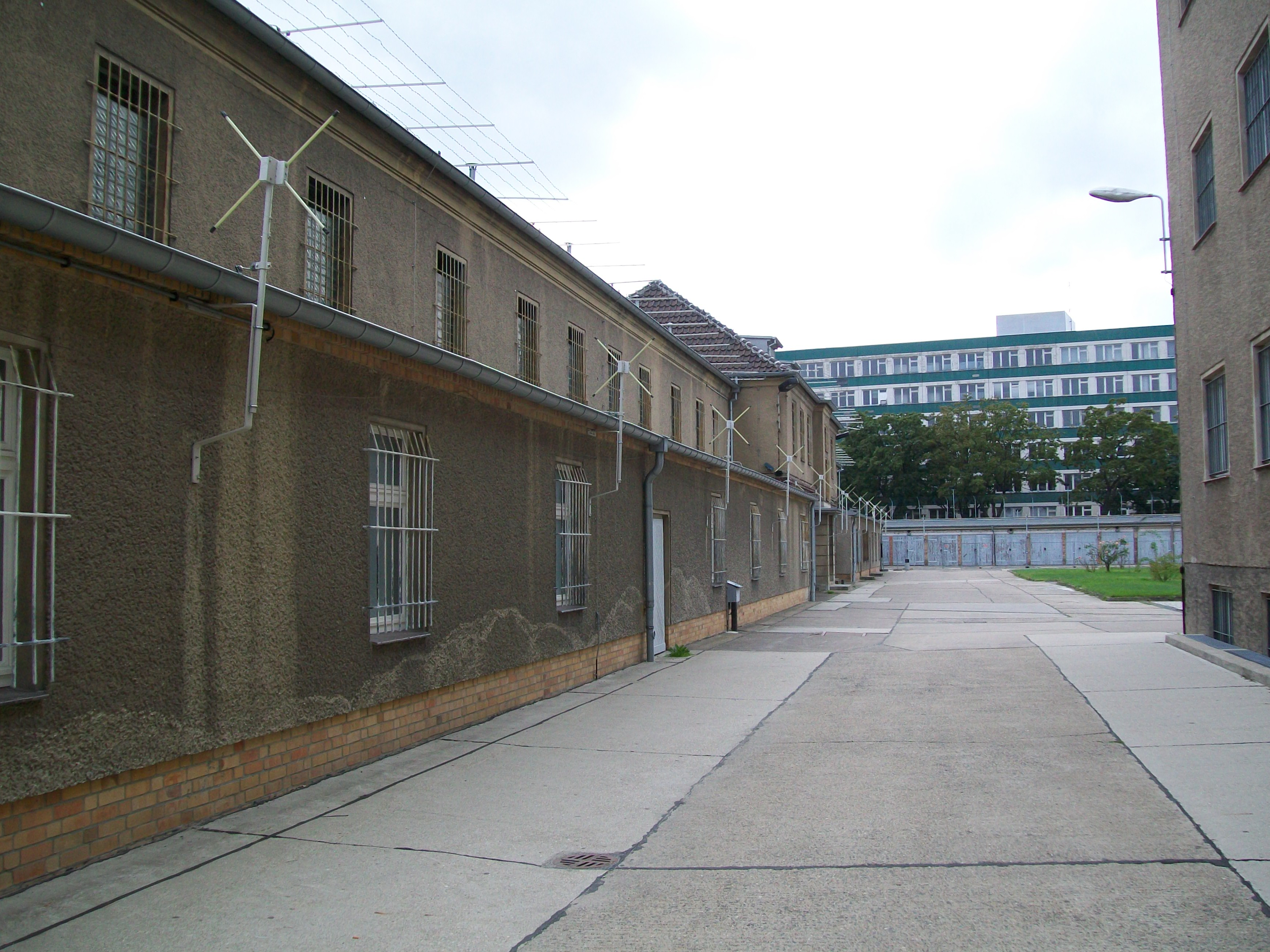
Das Haftkrankenhaus, rechts der Neubau

Der von einer vier Meter hohen stacheldrahtbekrönten Mauer umgebene Gebäudekomplex der Gedenkstätte, der nur durch eine Fahrzeugschleuse betreten werden kann, besteht aus dem Altbau mit dem bis 1960 genutzten U-Boot und dem U-förmigen Neubau der Untersuchungshaftanstalt, der 1960 in Betrieb ging. Die beiden aneinander stoßenden Bauten umschließen einen begrünten Hof mit einem Gedenkstein. Im Altbau befinden sich die Dauerausstellung, eine Bibliothek sowie Veranstaltungs-, Seminar- und Büroräume. Rings um die Gebäude zieht sich ein größerer Hof, gebildet vom einstöckigen Haftkrankenhaus, das mit Einschränkungen besichtigt werden kann, und Garagen sowie einem niedrigen Werkstatt- und Haustechnikbau mit einem kleineren Hof im Innern. Diese äußeren Bauten enthalten nunmehr Film-Vorführräume, Garderoben, Toiletten, eine Buchhandlung und eine Cafeteria sowie im Werkstattgebäude Seminarräume. Auf dem Gelände steht ein Exemplar des Grotewohl-Expresses, das zu bestimmten Zeiten für Besucher geöffnet wird.
Besucherreferenten, zumeist ehemalige Häftlinge, führen die Besucher durch die verschiedenen Gefängnisse. Die Gedenkstätte wendet sich mit Lehrangeboten auch an Schulen und gab dafür in Zusammenarbeit mit dem Berliner Landesinstitut für Schule und Medien Unterrichtsmaterial heraus. Das Gros der Besucher sind mittlerweile Schüler, die vor allem aus den Bundesländern Nordrhein-Westfalen, Bayern und Baden-Württemberg kommen. Ausländer, die sich für diese Gedenkstätte interessierten, kamen meist aus Dänemark, Norwegen und Großbritannien. Bei einem von der Gedenkstätte angebotenen Projekttag sollen die Schüler Haftbedingungen aus der Sicht der Inhaftierten veranschaulicht bekommen. Dabei durchlaufen die Schüler unter Anleitung verschiedene Stationen wie Hören eines Gefängnisliedes, fünfzehnminütiges Stillsitzen (zum Kennenlernen einer Vernehmermethode und deren „Auswirkungen auf die Häftlinge durch Nachahmen an eigenem Körper“), Schreiben eines Kassibers, Schreiben eines Briefes unter der Bedingung der Briefzensur und Geben von Klopfzeichen.
Die Führungen durch Zeitzeugen werden durch eine Ausstellung über die Geschichte der Gefängnisse wissenschaftlich unterfüttert. Den Besuchern wird vor jeder Führung ein fünfzehngminütiger, didaktisch aufbereiteter Dokumentarfilm vorgeführt. Der seinerzeitige Leiter der Stasi-Unterlagenbehörde, Roland Jahn, hielt die Rolle der Zeitzeugen als Museumsführer für unerlässlich.
Am 21. Juli 2006 wurden in Berlin-Hohenschönhausen vier Tafeln zum Gedenken der „Opfer der Kommunistischen Diktatur“ aufgestellt, um das ehemalige Sperrgelände um das Gefängnis der Staatssicherheit der DDR zu kennzeichnen. Dem Ereignis ging eine lange Debatte in der Bezirksverordnetenversammlung in dem PDS-regierten Bezirk Lichtenberg voraus. Im Frühjahr 2009 wurde die Gedenkstätte zum Ausgewählten Ort 2009 der Initiative Deutschland – Land der Ideen erklärt.
Politiker aus Deutschland und dem Ausland besichtigten wiederholt die Gedenkstätte. Am 5. Mai 2009 besuchte die Bundeskanzlerin Angela Merkel erstmals das Gelände und legte einen Kranz nieder. Am 11. März 2013 besuchte der ungarische Staatspräsident János Áder die Gedenkstätte Berlin-Hohenschönhausen und legte einen Kranz am „Gedenkstein für die Opfer der kommunistischen Gewaltherrschaft“ nieder.
Im älteren Gefängnisbau, in dessen Keller das U-Boot besichtigt werden kann, wurde nach einer zweijährigen Sanierung im Oktober 2013 eine Dauerausstellung zur Geschichte des Ortes eröffnet.
Seit 2023 steht die Wortskulptur „FREIHEIT“ des türkischen Bildhauers Hüseyin Arda im Rosenhof der Gedenkstätte. Sie besteht aus zusammengeschweißten Metallplatten und befand sich seit 2018 im Zeitgeschichtlichen Forum Leipzig.
 Ablösung der Gedenkstättenleitung im Jahre 2018 
Wie Die Zeit und weitere Zeitungen 2018 berichteten, waren seit 2014 mehrfach Vorwürfe sexueller Belästigung durch den Stellvertretenden Leiter der Gedenkstätte Helmuth Frauendorfer gegenüber Mitarbeiterinnen in der Berliner Kulturverwaltung aktenkundig geworden. Der Berliner Kulturstaatssekretär Tim Renner wies im Februar 2016 den Gedenkstätten-Leiter Hubertus Knabe an, geeignete Maßnahmen zu ergreifen, um das abzustellen. Im Dezember 2017 sei Knabe „schriftlich informiert und auf seine Sorgfaltspflichten gemäß dem Allgemeinen Gleichbehandlungsgesetz hingewiesen“ worden, nachdem eine weitere Volontärin sich bei der Frauenbeauftragten beschwert hatte. Nach Beschluss der Stiftungsratssitzung am 11. Juni 2018 sei Knabe beauftragt worden, „zeitnah ein Präventionskonzept gegen Diskriminierung, Mobbing und sexuelle Belästigung zu entwickeln“. Nur drei Tage später traf ein gemeinsamer Brief von sechs früheren und gegenwärtigen Mitarbeiterinnen bei den Aufsichtsverantwortlichen der Stiftung ein, in dem beständiger „struktureller Sexismus“ im Gedenkstättenbetrieb beklagt wurde.
Die von Kultursenator Klaus Lederer beauftragte umgehende Untersuchung auf Plausibilität durch eine Rechtsanwältin kam zu dem Fazit, dass „die Vorwürfe substantiiert seien“. Nach dem öffentlichen Bekanntwerden des Briefs der sechs Mitarbeiterinnen meldeten sich weitere Frauen, die erstmals auch Knabe selbst unangemessenes Verhalten vorwarfen. Nach Knabes Auftritt vor dem Stiftungsrat der Gedenkstätte am 25. September kam dieser zu dem Schluss, dass eine Problemlösung mit ihm nicht möglich sei. In einstimmiger Entscheidung beschloss der Stiftungsrat daher, Knabe zum 31. März 2019 ordentlich zu kündigen.
Frauendorfer, der zunächst beurlaubt worden war, wurde im September 2018 entlassen. Am 20. Februar 2020 setzte das Abgeordnetenhaus von Berlin einen parlamentarischen Untersuchungsausschuss zur „Aufklärung der Ursachen, Konsequenzen und der Verantwortung für Fehlentwicklungen an der Gedenkstätte Berlin-Hohenschönhausen“ in den Amtszeiten der Kultursenatoren Klaus Wowereit, Michael Müller und Klaus Lederer ein. Der Untersuchungsausschuss konstituierte sich am 24. März 2020. Vorsitzende des Untersuchungsausschusses war die Abgeordnete Sabine Bangert (Bündnis 90/Die Grünen). Im August 2021 wurde der Abschlussbericht des Untersuchungsausschusses veröffentlicht.

## Geschichtsrevisionismus durch Stasi-Offiziere
Am 14. März 2006 bestritten hochrangige ehemalige Stasi-Offiziere und -Funktionsträger wie Wolfgang Schwanitz und der frühere Anstaltsleiter Siegfried Rataizick während einer Podiumsdiskussion die Misshandlungen an Häftlingen, zweifelten die Schilderungen über die Zustände in der Haftanstalt an und leugneten den von der Stasi ausgeübten Terror gegen politische Gegner. Dies verursachte einigen Wirbel in Politik und Öffentlichkeit, insbesondere da der anwesende PDS-Kultursenator Thomas Flierl keinerlei Einspruch gegen das Schönfärben der Stasifolter erhob, obwohl Flierl durch sein Amt Stiftungsratsvorsitzender der Gedenkstätte war. Das Berliner Abgeordnetenhaus wies dagegen die Äußerungen der ehemaligen Stasi-Offiziere zurück. Der Präsident des Abgeordnetenhauses Walter Momper versicherte den Opferverbänden und der Gedenkstätte die Unterstützung des Abgeordnetenhauses und griff die ehemaligen Stasi-Offiziere scharf an. Karl Wilhelm Fricke schrieb nach diesem Auftritt der ehemaligen Stasi-Offiziere: „Ihre Spekulation auf ein kurzes Gedächtnis ist gerechtfertigt. Davon lebt ihr Geschichtsrevisionismus, der die Wahrheit selektiert und auf den Kopf stellt.“
Durch organisierte ehemalige Stasi-Offiziere und -Mitarbeiter, die sich zum Teil fälschlich als sächsische Historiker ausgaben, kam es einige Zeit lang regelmäßig zu Störungen durch Zwischenrufe während der Führungen durch die Gedenkstätte. Bei Besuchern, die an den Führungen teilnahmen, führte die Agitation der ehemaligen Stasi-Mitarbeiter zu Verwirrung.

## Kritik
2018 wurde der langjährige Gedenkstättenmitarbeiter Siegmar Faust entlassen, der als Zeitzeuge Führungen durch das Stasi-Gefängnis leitete. Er hatte Nachsicht für den Holocaust-Leugner Horst Mahler erbeten.
Jens Gieseke, Mitglied des Beirates der Gedenkstätte Hohenschönhausen, äußerte 2018 Zweifel, ob es sich bei Faust wie von Knabe behauptet um einen Einzelfall handele. „Ich betrachte mit Sorge die wachsende Nähe der Gedenkstätte Hohenschönhausen zur AfD und ihrem Rechtspopulismus“, sagte er der Berliner Zeitung.

## Förderverein
Der Förderverein der Gedenkstätte Hohenschönhausen ist eine private Vereinigung, die unabhängig von der Gedenkstätte agiert. Seit 2008 verleiht er alle zwei Jahre den Hohenschönhausen-Preis, der ursprünglich nach Walter Linse benannt werden sollte. Der mit 5.000 Euro dotierte Preis wird an eine Persönlichkeit verliehen, die sich in herausgehobener Weise durch wissenschaftliche Arbeiten oder interessante künstlerische Projekte oder journalistische Arbeiten „um die kritische Auseinandersetzung mit der kommunistischen Diktatur verdient gemacht“ hat.
Die Preisträger waren 2008 der Schriftsteller Joachim Walther, 2010 der Publizist und DDR-Experte Karl Wilhelm Fricke, 2012 der Schriftsteller Erich Loest. Im gleichen Jahr erhielt der Journalist Sven Felix Kellerhoff einen Ehrenpreis und das Menschenrechtszentrum Cottbus einen Sonderpreis für seine Bemühungen um die Gedenkstätte Zuchthaus Cottbus.
2014 ging der Hohenschönhausen-Preis an den Schriftsteller Reiner Kunze. 2016 wurden der chinesische Schriftsteller und Dissident Liao Yiwu sowie der Verein Doping-Opfer-Hilfe und dessen Vorsitzende Ines Geipel geehrt.
Die Gedenkstättenleitung kündigte im Juni 2018 die Zusammenarbeit mit dem Förderverein mit der Begründung, die inneren Konflikte im Verein würden der Stiftung Gedenkstätte Berlin-Hohenschönhausen schaden. Hintergrund waren Auseinandersetzungen, bei denen dem Vereinsvorsitzenden Jörg Kürschner vom Schriftführer Stephan Hilsberg eine „Positionierung pro AfD“ vorgeworfen wurde. Weiterhin wurde bekannt, dass der damalige Berliner AfD-Vorsitzende Georg Pazderski auf Kürschners Initiative hin Mitglied des Fördervereins geworden war.

## Film
- Thomas Gaevert: Die Farce – Geschichte einer Verhaftung. Dokumentarfilm. Produktion: Schiwago-Film Berlin, Veröffentlichung: Literaturbüro Sachsen-Anhalt/Landeszentrale für politische Bildung Sachsen-Anhalt 2002; Premiere: 13. Februar 2002, Palais am Fürstenwall, Magdeburg, in der Reihe „Kunst im Palais“

## Rezeption in der Kunst
- Tanya Ury: Artistic Freedom/Künstlerische Freiheit. Fotoserie, 2013.